# آلن (تن‌تن)
آلن تامپسون یک عاملِ سردستهٔ تبهکاران و یک تاجر و ناخدای کشتی بریتانیایی-آمریکایی در ماجراهای تن‌تن و میلو است.
وی از داستان سیگارهای فرعون و در حالی که در خدمت راستاپوپولوس بود، وارد ماجراهای تن‌تن و میلو شد. او معاون ناخدا هادوک است و در قاچاق تریاک دست دارد. پس از این داستان بار دیگر در داستان پرواز شماره ۷۱۴ در خدمت راستاپوپولوس حاضر می‌شود. سرانجام او در قسمت بیست و دوم (پرواز شماره ۷۱۴) بر اثر برخورد به همراه دیگر شخصیت‌های حاضر در این داستان بر اثر برخورد با شخصی به نام مایک کانراکیتوف که مدعی است با موجودات فضایی رابطه دارد، حافظه اش را از دست داده و تمام کارهای خلافش را از یاد می‌برد. سپس به آمریکا رفته و در پی یک زندگی آرام و بی دغدغه به کار پیک موتوری و پست می‌پردازد. وی فردی کودن، شوخ‌طبع و جاه طلب است و سومین فرد منفور در نزد ناخدا هادوک بعد از بیانکا کاستافیوره و عبدالله (تن‌تن) می‌باشد.

## حضور
وی تاکنون در ۵ قسمت از سری ماجراهای تن‌تن و میلو حضور داشته‌است.
- قسمت ۴: سیگارهای فرعون
- قسمت ۹: خرچنگ پنجه طلایی
- قسمت ۱۹: کوسه‌های دریای سرخ
- قسمت ۲۲: پرواز شماره ۷۱۴
- قسمت ۲۴ و آخر: تن‌تن و هنر الفبا

## همکاران
- راستاپوپولوس (سیگارهای فرعون، کوسه‌های دریای سرخ، پرواز شماره ۷۱۴)
- عمر بن سعید (خرچنگ پنجه طلایی)
- هانس بوهم (پرواز شماره ۷۱۴)
- اسپالدینگ (پرواز شماره ۷۱۴)
- پائولو کلمبانی (پرواز شماره ۷۱۴)